# Mètre à la puissance moins un
Le mètre à la puissance moins un ou mètre inverse (symbole m−1) est l'unité dérivée de nombre d'ondes du Système international.
- Il représente la fréquence spatiale d’une onde électromagnétique.
- Le radian par mètre est la norme du vecteur d'onde.

Il peut encore s'écrire par 1 / mètre. Il est l'unité de la constante de Rydberg, utilisée en spectroscopie.
En optique, il sert également à exprimer la vergence d'une lentille. Les professionnels de l'optique utilisent le mot dioptrie, bien que celui-ci ne soit pas reconnu par le BIPM.
Le décibel par mètre est l’unité de mesure typique des atténuations. Plus généralement, la dérivée spatiale d’une grandeur multiplicative aura cette dimension.